# Колвил (река)
Колвил (на английски: Colville River) е река в САЩ, в северната част на щата Аляска, вливаща се в Море Бофорт Дължината ѝ е 563 km, а площта на водосборния басейн – 53 000 km².
Река Колвил води началото на 1062 m н.в. от северния склон на планината Де Лонг, съставна част на големия арктичен хребет Брукс. По цялото си протежение тече предимно в източна посока между Арктическото плато на север хребета Брукс на юг в широка, плитка и силно заблатена долина, като образува стотици меандри, старици, острови, протоци и ръкави. След устието на десния си приток Анактувук завива на север като долината ѝ става още по широка и заблатена и пресича Арктическата приморска низина. Влива се в залива Харисън на Море Бофорт, като заедно с десния си приток река Иткилик образува голяма делта.
Водосборният басейн на реката обхваща площ от 53 000 km. На юг водосборният басейн на Колвил граничи с водосборния басейн на река Юкон, на югозапад, запад и северозапад – с водосборните басейни на реките Ноатак и Утукок, вливащи се в Чукотско море, а на север и изток – с водосборните басейни на реките Мид, Икпикпук, Сагаваниркток и други по-малки, вливащи се в Море Бофорт. Река Колвил получава 7 притока с дължина над 100 km: леви – Ауна (320 km); десни – Ипнавик (109 km), Курупа (130 km), Килик (169 km), Чандлър (160 km), Анактувук (217 km), Иткилик (354 km).
Подхранването ѝ е смесено – снежно-дъждовно, с ясно изразено пълноводие през лятото (юли и август). Средният годишен отток при селището Умиат (в долното течение) е 288,6 m³/s, максималният – 7600 m³/s. В продължение на 8 – 9 месеца (от октомври до юни) е заледена.